# 31522 McCutchen
31522 McCutchen este un asteroid din centura principală de asteroizi.

## Descriere
31522 McCutchen este un asteroid din centura principală de asteroizi. A fost descoperit pe 12 februarie 1999 la Socorro, New Mexico, în cadrul proiectului LINEAR. Asteroidul prezintă o orbită caracterizată de o semiaxă mare de 2,44 ua, o excentricitate de 0,10 și o înclinație de 7,7° în raport cu ecliptica.